# 自由へ道連れ
「自由へ道連れ」（じゆうへみちづれ 英題：Collateral Damage）は、2012年5月16日にデジタル・ダウンロードシングルとして配信限定で発売された、日本のシンガーソングライター・椎名林檎の楽曲。

## 概要
東京事変の解散後初となる椎名のソロ名義での作品。中居正広主演のTBS系テレビドラマ『ATARU』の主題歌として、番組プロデューサーの植田博樹と韓哲の「新感覚ミステリーの主題歌として、とまどいや焦燥、怒りを、けれんのない自由な音楽で解放してほしい」というオファーのもと、書き下ろされた。また同ドラマの劇場版『劇場版 ATARU THE FIRST LOVE & THE LAST KILL』にも引き続き主題歌として採用されている。椎名が連続ドラマの主題歌を提供するのは、ソロとしては3度目になる。
演奏には椎名と同い年であるPOLYSICSのハヤシ（G）、GOING UNDER GROUNDの石原聡（B）、Dragon Ashの桜井誠（Dr）が参加している。ちなみに、ハヤシはこの楽曲のレコーディングでギターを壊している。
ミュージック・ビデオの監督は大関泰幸。椎名本人は出演せず、女優でファッションモデルの小松菜奈が出演している。

## 収録曲
| #  | タイトル         | 作詞・作曲 | 編曲     | 時間 |
| -- | ---------------- | ---------- | -------- | ---- |
| 1. | 「自由へ道連れ」 | 椎名林檎   | 椎名林檎 | 3:33 |

## 参加メンバー
- Vox：椎名林檎
- Guitar：ハヤシ（from POLYSICS）
- Bass：石原聡（from GOING UNDER GROUND）
- Drums：桜井誠（from Dragon Ash）